# 福雷地区蒙泰居埃
福雷地区蒙泰居埃（法語：Montaiguët-en-Forez，法語發音：[mɔ̃tɛɡɥɛ ɑ̃ fɔʁɛ]）是法国阿列省的一个市镇，位于该省东南部，属于维希区。

## 地名
虽该地名中含有“在福雷地区”（en-Forez）的后缀，但福雷地区大致位于邻近的卢瓦尔省的中部，不过传统地区并没有明确的界线，且该市镇与卢瓦尔省接壤。
该地名在《世界地名译名词典》中的译名为“蒙泰盖-昂福雷”，然而此译名为该书籍误将该地名“Montaiguët-en-Forez”记为“Montaiguet-en-Forez”造成的误译，另外“en-Forez”采用了音译。

## 地理
福雷地区蒙泰居埃（46°16'15"N, 3°48'7"E）面积22.49 平方千米，位于法国奥弗涅-罗讷-阿尔卑斯大区阿列省，该省份为法国中部省份，北起涅夫勒省、西北接谢尔省，西南至克勒兹省，南至多姆山省，东南临卢瓦尔省，东临索恩-卢瓦尔省。
与福雷地区蒙泰居埃接壤的市镇（或旧市镇、城区）包括：昂德拉罗什、勒布绍、勒纳、洛德、萨伊莱班、圣马丹代斯特雷欧、于尔比斯。
福雷地区蒙泰居埃的时区为UTC+01:00、UTC+02:00（夏令时）。

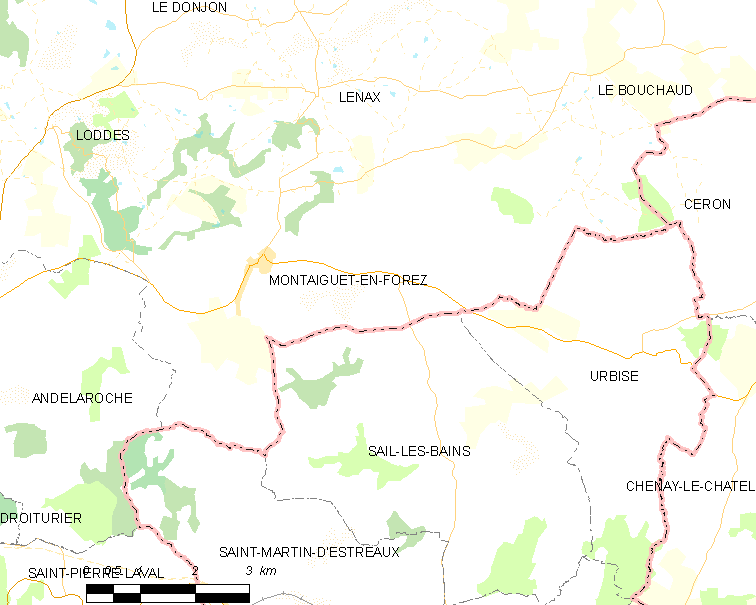
福雷地区蒙泰居埃的OSM定位图

## 行政
福雷地区蒙泰居埃的邮政编码为03130，INSEE市镇编码为03178。

## 政治
福雷地区蒙泰居埃所属的省级选区为贝布尔河畔栋皮埃尔县。

## 人口

1962-2008年间福雷地区蒙泰居埃人口变化图示

福雷地区蒙泰居埃于2022年1月1日时的人口数量为285人。